# Cuori grassi
Cuori grassi è una serie a fumetti creata da Mauro Talarico, pubblicata su rivista a fumetti Lupo Alberto dal 1992.

## Trama
Il giovane adolescente Rocco Bonetti, ossessionato dalla propria obesità, si impegna a raggiungere il giusto peso forma ma cede spesso alle tentazioni. Il fumetto ruota quindi intorno ai tanti leitmotiv dell'essere sovrappeso, dalle diete allo sport, dal confronto con la bilancia alle derisioni dei compagni di scuola, dalle difficoltà relative all'abbigliamento ai piccoli handicap legati all'obesità alle inibizioni nel mostrare il proprio fisico.
Ha una bilancia che si trasforma in una bella ragazza di nome Marylin di cui Rocco si innamora, ricambiato, e che cerca di spronarlo a raggiungere i suoi obiettivi.

## Storia editoriale
Esordisce sul mensile Lupo Alberto nel 1992. Gli episodi sono stati ristampati in albi antologici.

## Personaggi
- La madre di Rocco, Anna. Impiegata. Grande lettrice di libri di psicologia, con cui tenta di spiegare gli strani comportamenti del figlio (dovuti in realtà alla sua storia d'amore segreta con Marilyn).[senza fonte]
- Il padre di Rocco, Mario. Impiegato, anche lui sovrappeso... ecco da chi ha preso Rocco. Anche lui rimane spesso perplesso dal comportamento del figlio, ma, con meno psicologia della moglie, si limita a pensare che Rocco sia scemo.[senza fonte]
- Il nonno di Rocco. Pensionato, vive con figlio, nuora e nipote. Anche lui bello rotondetto, ama parlare soprattutto dei suoi ricordi della guerra in Russia.[senza fonte]
- Marilyn. La bilancia di Rocco. È una bilancia magica che parla e che a volte si trasforma in una splendida bionda mozzafiato. Rocco ne è perdutamente innamorato e lei lo ricambia, ma il loro amore è messo alla prova ogni volta che Rocco non ha la forza di volontà sufficiente a terminare una dieta[1].
- I compagni di scuola. La maggior parte prendono in giro Rocco per la sua stazza[1].